# Bangka-Belitung
Bangka-Belitung je jedna z provincií Indonésie. Tvoří ji několik ostrovů ležících východně od Sumatry, zdaleka největší z nich jsou Bangka a Belitung. Údaje o její rozloze se liší v závislosti na zdroji. Žije zde více než milion obyvatel.
Hlavním a největším městem provincie je Pangkalpinang (často psáno jako Pangkal Pinang) na ostrově Bangka.
Provincie Bangka-Belitung vznikla v roce 2000 vyčleněním z provincie Jižní Sumatra, oba územní celky odděluje průliv Bangka.
Z těžených surovin má největší význam cín, který se získává i na řadě dalších míst v oblasti.